# Éric-Emmanuel Schmitt

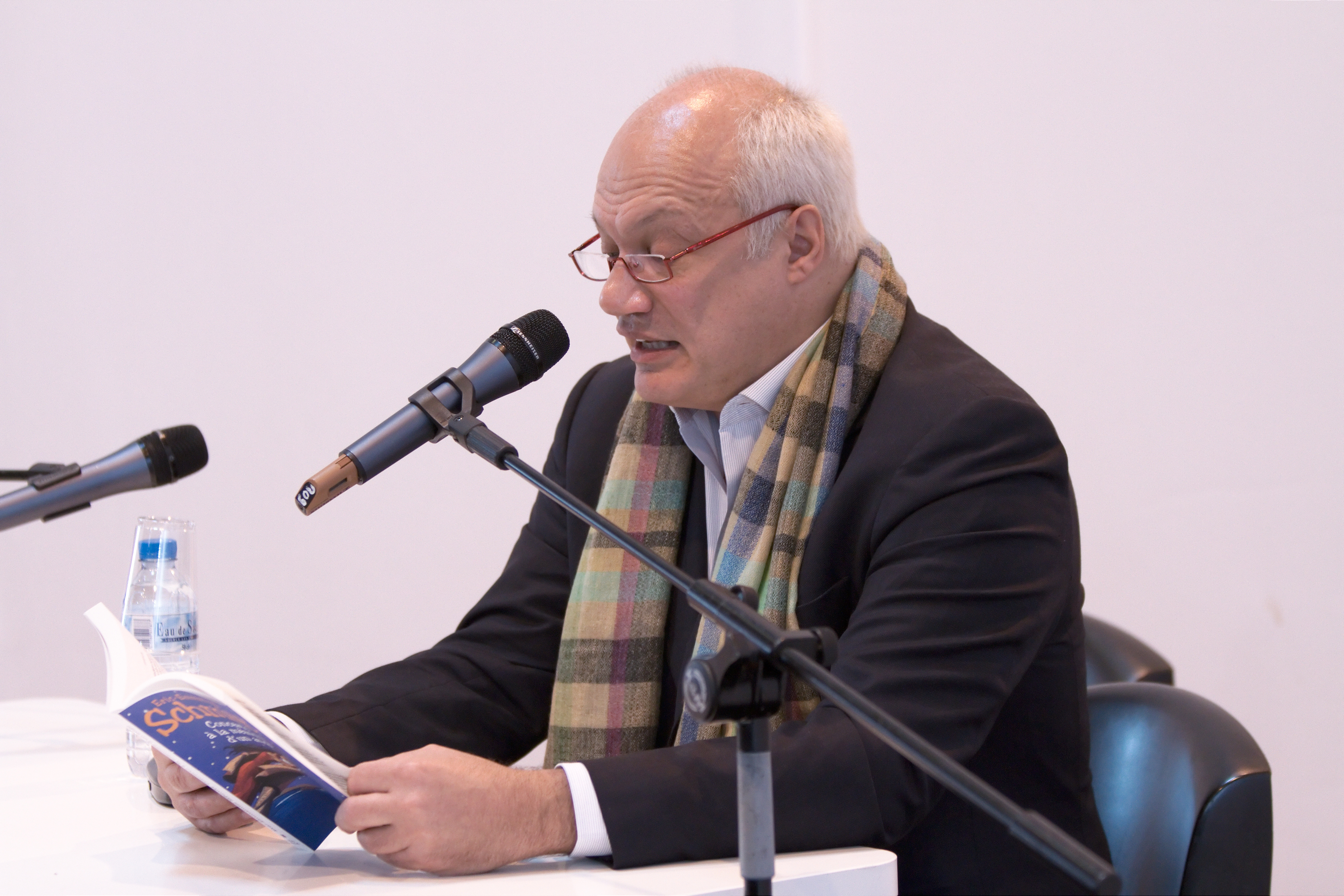
Eric-Emmanuel Schmitt (Salon du livre de Paris, 2010)

Éric-Emmanuel Schmitt (* 28. březen 1960, Sainte-Foy-lès-Lyon) je francouzsko-belgický spisovatel, dramatik a režisér.

## Život
Vyrostl v Lyonu, kde navštěvoval Lycée du Parc. Vystudoval filosofii na École normale supérieure v Paříži (1980-1985). Absolvoval prací Diderot et la métaphysique (Diderot a metafyzika) za kterou obdržel doktorát filosofie v roce 1987. Tři roky učil v Cherbourg-Octeville a na univerzitě v Chambéry. Potom se věnoval pouze literatuře. Žil v Paříži. Vyrůstal v ateistickém prostředí, po mystickém zážitku v alžírské poušti, nedaleko hory Tahat, se stal věřícím. V roce 2008 přijal belgické občanství. Žije v Bruselu.

## Dílo
Jeho divadelní hry se hrály ve více než padesáti zemích světa.
Je nositelem celé řady literárních a divadelních cen.

### Romány
- La Secte des égoïstes (Sekta Egoistů, 1994)
- L'Évangile selon Pilate (2000), česky Evangelium podle Piláta. Překlad: Zora Obstová a Helena Beguivinová, Praha : Garamond, 2005, ISBN 80-86955-01-X
- La Part de l'autre (2001)
- Lorsque j'étais une œuvre d'art (2003)
- Guignol aux pieds des Alpes (2002)
- Odette Toulemonde et autres histoires (2006)
- Ulysse from Bagdad (2008)
- La Femme au miroir (2011), česky Žena v zrcadle. 1. vyd. Praha: Motto, 2015. 408 S. Překlad: Dana Melanová

### Povídky
- Odette Toulemonde et autres histoires (2006), česky Všechno, co potřebuješ ke štěstí. 1. vyd. Praha : Motto, 2015. 173 S. Překlad: Dana Melanová
- La Rêveuse d'Ostende (2007)

### Cyklus o neviditelném
Cycle de l'Invisible (Cyklus o neviditelném) je volná řada románů a novel, ve kterých se zabývá otázkami různých náboženství:
- Milarepa (Milarepa, 1997) - buddhismus
- Monsieur Ibrahim et les fleurs du Coran (2001) - islám - Pan Ibrahim a květy koránu, překlad Zdenka Kovářová, Praha : Garamond, 2006, ISBN 80-86955-23-0
- Oscar et la dame rose (2002) - křesťanství - Oskar a růžová paní, překlad Denisa Kerschová-Brosseau, Praha : Garamond, 2006, ISBN 80-86955-26-5
- L'Enfant de Noé (2004) - judaismus - česky: Noemovo dítě, překlad Denisa Kerschová-Brosseau, Praha : Garamond, 2006, ISBN 80-86955-22-2
- Le Sumo qui ne pouvait pas grossir (2009) - česky: Zápasník sumó, který nemohl ztloustnout, překlad Michal Rybka, Praha : Rybka Publishers, 2009,ISBN 978-80-87067-42-0
- Les dix enfants que madame Ming n´a jamais eus (2012) – česky: Deset dětí paní Ming, překlad Dana Melanová, Praha : Motto, 2016, ISBN 9788026706908

### Eseje
- Diderot ou la philosophie de la séduction (1997)

### Dramata
- La Nuit de Valognes (Noc ve Valognes, 1991) – spolu s Dominique Guillo
- Le Visiteur (Návštěvník, 1993), česky Návštěvník, překlad Michal Lázňovský a Tomáš Vondrovic, Praha : Divadelní ústav, 1998, ISBN 80-7008-071-X. Zpracováno v Českém rozhlasu v roce 1996. Rozhlasová úprava Michal Lázňovský a Tomáš Vondrovic. Hudba Petr Mandel. Dramaturg Hynek Pekárek. Režie Jiří Horčička. Osoby a obsazení: Sigmund Freud (Petr Pelzer), Anna, jeho dcera (Miluše Šplechtová), Neznámý (Ladislav Frej), Nacista (Jan Vlasák) a hlas (Jiří Plachý).[5]
- Golden Joe (1995)
- Variations énigmatiques (1996), česky jako Enigmatické variace, překlad Michal Lázňovský[6]
- L'École du diable (1996)
- Milarepa (1997)
- Le Libertin (1997) česky pod názvem Heslo "Morálka", překlad Matylda a Michal Lázňovských, Praha: Divadelní ústav, 2001, ISBN 80-7008-115-5
- Frédérick ou le boulevard du crime (1998) – spolu s Jean-Paul Belmondem
- Hôtel des deux mondes (Hotel mezi dvěma světy, 1999)
- Le Bâillon (1999)
- Monsieur Ibrahim et les fleurs du Coran (1999)
- Mille et un jours (2000)
- Oscar et la dame rose (Oskar a růžová paní, 2002) - zpracováno též jako rozhlasová hra v Českém rozhlasu, Překlad a rozhlasová úprava Michal Lázňovský, režie Markéta Jahodová, 2007
  - inscenováno v Divadle Kalich, režie Jakub Nvota, hrají: Pavla Tomicová a Josef Polášek[7]
- Petits crimes conjugaux (2003) česky Manželské vraždění, překlad Michal Lázňovský, Praha: Albatros, 2005, ISBN 80-00-01527-7
- Mes évangiles (2004) – divadelní adaptace románu L'Évangile selon Pilate
- Ma vie avec Mozart (Můj život s Mozartem, 2005)
- La Tectonique des sentiments (Tektonika citů, 2008) - zpracováno též jako rozhlasová hra v Českém rozhlasu, překlad a rozhlasová úprava Michal Lázňovský, režie Tomáš Vondrovic
- Le Bossu (2008) – divadelní adaptace románu Paula Févala)

### Opery
překlad libret oper Wolfganga Amadea Mozarta :
- Figarova svatba
- Don Giovanni

### Filmy
- Libertin, režie: Gabriel Aghion (2000)[8]
- Monsieur Ibrahim et les Fleurs du Coran, režie: François Dupeyron (2003)[9]
- Odette Toulemonde (2007)[10]
- Oscar et la dame rose (2009)[11]